# Half-Life 2: Episode Three
Half-Life 2: Episode Three — відеогра в жанрі шутера від першої особи, яка розроблялася американською компанією Valve в другій половині 2000-х років. Гра планувалася третім епізодом до оригінальної Half-Life 2 і продовженням Half-Life 2: Episode Two. Сюжет епізоду повинен був завершити історію про пригоди Гордона Фрімена в світі, охопленому повстанням людства проти організації прибульців «Комбінат» (англ. The Combine). За словами Дага Ломбарді, третій епізод мав стати більшим, ніж раніше випущені епізоди.
Спочатку вихід Episode Three був запланований на кінець 2007 року, незабаром після другого епізоду, відповідно концепції Valve — «випускати по епізоду кожні шість-вісім місяців». Проте, вихід постійно відкладався, в той час як співробітники компанії були зосереджені на розробці та виробництві інших великих проєктів, таких як Left 4 Dead, Left 4 Dead 2 і Portal 2. Компанія Valve відома своїми затримками і переносами дат, які зачіпає велику частину їхніх ігор, через що в співтоваристві фанатів виник термін «Valve Time» (укр. Час Valve).
Сучасний стан проєкту невідомий. Деякі джерела заявляють, що розробка епізоду була зупинена в 2007 році, хоча офіційної заяви про скасування не було. Спільнота фанатів невдоволена відсутністю зв'язку між Valve і їх шанувальниками, оскільки протягом багатьох років кількість згадок і новин про гру тільки скорочувалося, що в кінцевому підсумку призвело до повного мовчання.

## Сюжет
З виходом Half-Life 2: Episode Two в жовтні 2007 року, прояснилися деякі сюжетні аспекти наступного епізоду. Так після успішного пуску ракети із супутником в Білому Гаю і закриття надпорталу над Сіті 17, головний герой Гордон Фрімен і Алікс Венс, збираються вирушити на старому відремонтованому вертольоті Мі-8 в Арктику на пошуки зниклої Джудіт Моссман і загубленого в льодах криголама «Бореаліс» (В оригіналі лат. Borealis — «північний»), що належав організації «Aperture Science». Ілай Венс направляється у вертолітний ангар, щоб проводити героїв в їх подорож, але в цей момент в ангар вриваються двоє Радників Комбінату, один з яких вбиває Ілая. Інший Радник паралізує Фрімена і Алікс телекінезом і вже готується вбити Алікс, але їх рятує робот «Пес», який прийшов на допомогу і змусив Радників відступити. Episode Two закінчується видом Алікс, що плаче над тілом загиблого батька.
Виходячи зі злитих в мережу офіційних концепт-артів Half-Life 2: Episode Three в 2012 році, можна вважати, що Гордон і Алікс все ж дісталися до снігів Арктики, але під час польоту їхній вертоліт зазнав аварії. Також по ходу гри, головні герої якимось чином потрапляли в прикордонний світ Зен (англ. Xen), відомий з першої гри серії Half-Life. Крім цього, більше нічого невідомо про сюжет гри.

## Розробка гри
У 1999 році Valve Software зареєструвала доменні імена half-life2.com и half-life3.com, маючи намір використовувати їх в майбутньому для ігор серії  Half-Life .

### Рання інформація
В лютому 2005 року, через три місяці після виходу Half-Life 2, журнал PC Gamer UK в номері № 146, опублікував інформацію, що Valve вже готує продовження пригод Гордона Фрімена, в яких важливу роль буде грати Алікс Венс. Деякі помилково інтерпретували її, вважаючи, що Алікс дістанеться роль головної героїні. 8 квітня компанія Valve офіційно анонсувала Half-Life 2: Aftermath (англ. Наслідки)- аддон, являє собою повноцінну гру-продовження Half-Life 2. 10 серпня того ж року виходить перший трейлер Half-Life 2: Aftermath.
10 лютого 2006 року було оголошено, що Valve скасовує раніше анонсовану Half-Life 2: Aftermath і переходить на епізодичну схему поширення майбутніх ігор серії  Half-Life . На думку розробників, це дозволить випускати ігри частіше, розкриваючи сюжет поступово. Перший з епізодів — Half-Life 2: Episode One повинен був вийти 24 квітня 2006 року, але пізніше був перенесений на 1 червня.

### Офіційний анонс
22 травня 2006 року Valve в прес-релізі офіційно анонсували Half-Life 2: Episode Three і оголосили, що епізод буде випущений напередодні Різдва, 25 грудня 2007 року. 6 червня Гейб Ньюелл, генеральний директор компанії, підтвердив, що Гордон Фрімен буде головним героєм Episode Three.
17 травня 2007 року в інтерв'ю інтернет-виданню Eurogamer директор з маркетингу Даг Ломбарді і голова команди Девід Спейрер розповіли про прогрес розробки гри. Вони заявили, що багато роботи і уваги відведено на створення природної зміни топографії та клімату між сюжетами другого і третього епізоду, при цьому в ході гри гравець більше не буде повертатися до Сіті 17. Крім того, Девід Спейрер відмовився коментувати чутки від PC Gamer UK, про те, що кульмінацією гри стане битва на науково-дослідній станції — базі «Кракен» (англ. Kraken) в Арктиці.
8 листопада Девід Спейрер в інтерв'ю сайту Rock, Paper, Shotgun розповів причину відсутності тізера-трейлера Episode Three в кінці  Episode Two, як було свого часу з Episode One. За словами Девіда це зроблено, щоб не зруйнувати враження гравців від фінальної сцени другого епізоду і дати розробникам велику творчу свободу для здійснення «чогось дуже амбітного». Також однією з причин було уникнути нестиковок і неточностей в порівнянні з готовим продуктом. Також в листопаді сайт GamesRadar показав перший офіційний концепт-арт Half-Life 2: Episode Three.
На початку 2008 року Даг Ломбарді на конференції Game Developers Conference прокоментував ситуацію навколо затримки виходу гри у попередньо запланований термін, на кінець 2007 року:
|                              | Ми не збираємося поспішати з Episode Three. Озираючись на минуле, тепер здається, що ідея випуску нових епізодів Half-Life 2 щороку — це занадто. Ми не хочемо просто штампувати ігри. І взагалі, ми дійшли тієї точки, коли називати їх епізодами — не найкраща ідея. Episode Two був довший, ніж Episode One на кілька годин. Тому роботи стає більше, і час розробки збільшується. Ми скоро почнемо працювати над Episode Three, але у нас все ще немає якихось певних дат виходу гри. |
| — — Даг Ломбарді на GDC 2008 | |

На початку липня 2008 року на сайті Into the Pixel був опублікований новий концепт-арт під назвою «Advisor» (укр. Радник) із зображенням Радника Комбінату і силуету Гордона Фрімена на тлі арктичної ущелини. Його авторами є художники Тед Бекман, Джеремі Беннетт і Трістан Рейдфорд. Приблизно в цей же час, 10 липня, сайт GamesRadar показав другий концепт-арт з криголамом «Бореаліс».
22 серпня 2008 року Гейб Ньюелл на виставці Games Convention запевнив, що розробка третього епізоду просувається добре і на його думку, це буде найкращий епізод з усіх існуючих.
13 жовтня 2008 року Даг Ломбарді розповів, що тривалість третього епізоду буде більшою, ніж у двох перших, і при цьому заявив, що більше подробиць про гру буде розкрито наприкінці 2008 року. Але ніякої інформації опубліковано не було.

#### Початок затримки і мовчання Valve
У серпні 2009 року на YouTube було викладено відео за участю Гейба Ньюелла і двох перекладачів, де вони з невеликою аудиторією, що складається з людей з порушеннями слуху, обговорювали проблему і відеоігри. За його словами, Valve  хочуть більше дізнатися про жестову мову і спробувати впровадити нову технологію в «одну зі своїх майбутніх ігор», в якій будуть наявні глухі персонажі, і при цьому створити можливість комфортної гри для людей з проблемами слуху. Також Гейб Ньюелл розповів про невідомого персонажа серії Half-Life, який має проблеми зі слухом, і в якого була закохана Алікс Венс ще до зустрічі з Гордоном Фріменом. Згідно зі словами Ньюелла, Алікс навчила свого ручного робота «Пса» жестової мови, щоб вона могла практикуватися, поки «той персонаж» не був поруч і воював проти Комбінату.
26 березня 2010 року в інтерв'ю журналу Edge Гейб Ньюелл натякнув, що вони мають намір повернути в серію  Half-Life її характерний психологічний жах, експлуатуючи найпотаємніші страхи гравців, які він описує як "Смерті своїх дітей. В'янення їх здібностей і талантів ". Також Гейб розповів, що вони не збираються змінювати Гордона Фрімена. Вони не планують змушувати Гордона розмовляти, він і далі буде «простим хлопцем з ломом в руках».
У тому ж місяці в грі Portal стартувала нова ARG, але спільнота почала спекулювати, що це пов'язано з Episode Three . Пізніше стало зрозуміло, що ARG відноситься до іншої грі — Portal 2. Незабаром після виходу Alien Swarm в його SDK були виявлені невикористані файли, в назвах яких були рядки
Ep3 и Aperture.
19 квітня 2011 року одночасно з випуском Portal 2 в App Store і Steam відбувся вихід цифрової книги The Final Hours of Portal 2 («Останні години Portal 2»). У ній автор Джеф Кейлі (англ. Geoff Keighley) стверджує, що Portal 2, можливо, остання синглова гра від Valve. Ця заява дуже сильно схвилювала спільноту Valve і фанатів Half-Life. У травневому інтерв'ю Гейб Ньюелл заявив, що компанія не збирається відмовлятися від одиночних режимів і одиночного проходження гри; натомість Valve планує внести більше соціальних елементів в свої майбутні ігри.
В іншому інтерв'ю за травень 2011 року виданню Develop Ньюелл заявив, що Valve відмовляється від епізодичної моделі розповсюдження ігор, а також, що вони тепер будуть приділяти більше уваги великим оновленням своїх ігор через Steam, як це відбувається в Team Fortress 2. Це означає, що наступна гра серії Half-Life не буде в дусі двох своїх попередників.
У тому ж місяці був випущений SDK для Portal 2, в якому були виявлені файли, що належать Раднику Комбінату, але незабаром їх видалили.
Пізніше, вже у внутрішньоігрових файлах Portal 2 —  .vpk  (Valve Pack File), були виявлені нові, раніше невідомі анімації персонажа з другого епізоду, доктора Арне Магнуссона.
У червні 2011 року користувач з псевдонімом «ryuuk» залишив на форумі Steam повідомлення, в якому стверджував, що розробка Episode Three була скасована ще в 2007 році після виходу The Orange Box. Після цього його повідомлення було видалено, а обліковий запис користувача було заблоковано. Пізніше Даг Ломбарді спростував його заяви.
В середині вересня 2011 року в інтернет злита бета-версія  Dota 2 . Серед різних файлів були знайдені папки з ім'ям  ep3  з файлами  weapon_icegun ,  weaponizer_concrete ,  weaponizer_liquid ,  weaponizer_metal  і  weapon_flamethrower , імовірно вони відносяться до продовження епізодів  Half-Life 2 . Однак, 23 вересня Чет Фалізжек заявляє, що цей «код» нічого не означає і не повинен сприйматися серйозно.
9 січня 2012 року в бета-версії  Counter-Strike: Global Offensive  були виявлені кілька дивних текстур на карті cs_office , на них були присутні відсилання до серії  Half-Life.

#### Витік концепт-артів і подальші чутки
27 червня 2012 сайтом  ValveTime.net  були оприлюднені 33 концепт-арти  Half-Life 2: Episode Three  художниці Андреа Віклунд (англ. Andrea Wicklund), що працює в Valve з грудня 2006 року. Малюнки були виявлені в особистому альбомі Андреа Віклунд на  Picasa , а завантажені вони були туди ще в середині березня 2008 року. На наступний день, 28 червня, альбом був повністю видалений. Нові концепт-арти зображують катастрофу Мі-8 з  Episode Two  і Алікс з Гордоном в снігах Арктики, варіації нового зовнішнього вигляду Алікс Венс в теплому одязі і куртці її померлого батька, нових персонажів NPC, зокрема «арктичні» зовнішні види членів Опору. Також присутні кілька зображень, які, судячи з назв, показують прикордонний світ Зен (англ. Xen), відомий за першим  Half-Life .
В інтерв'ю журналу Games™ за червень 2012 року, на питання про  Half-Life 2: Episode Three , сценарист  Valve  Чет Фалізжек заявив:
|                | Коли ми вирішимо анонсувати Half-Life 3, то це не буде фотографія футболки, повідомлення на форумі або якась прихована інтернет-гра. Ми зробимо це по-своєму. |
| — Чет Фалізжек | |

На початку серпня 2012 сайтами  ValveTime.net  і  LambdaGeneration.com  в недавно випущеному  Source Filmmaker  був виявлений файл, що відноситься до моделі Алікс Венс -alyx_model.ma з підписом ep3, а також рядки зі згадкою нового движка Source 2. 10 серпня 2012 року Valve в наступному оновленні Source Filmmaker видалили всю директорію vproj.py з файлами коду Source 2, Алікс Венс і ep3.
6 лютого 2013 року режисер і продюсер Джей Джей Абрамс (англ. J. J. Abrams), виступаючи спільно з Гейбом Ньюеллом в ході конференції D.I.C.E. («Design, Innovate, Communicate, Entertain») в Лас-Вегасі, заявили, що хотіли б працювати разом. В кінці доповіді Абрамс сказав:  «У мене є ідея гри, над якою ми б хотіли попрацювати разом з Valve» , на що Ньюелл потім заперечив:  «Подивимося, чи можна працювати з вами над фільмами по Portal і Half-Life» . Це була перша офіційна заява від  Valve , пов'язана з серією  Half-Life  з 2011 року.
5 березня 2013 року на 66-й церемонії вручення нагород премії BAFTA, Гейб Ньюелл став лауреатом премії  BAFTA Academy Fellowship Award . Джонатан Росс в інтерв'ю запитав його, чи є у нього новини про  Half-Life 3 , на що Ньюелл відповів:  «Про це нам нічого сказати» .
2 жовтня 2013 року стався витік з системи з відстеження помилок (на основі ПО Atlassian JIRA) компанії  Valve . На деякий час було отримано доступ до списків проєктів і команд розробників компанії, серед яких були присутні такі групи як Half-Life 3 і Half-Life 3 Core, чисельністю 46 і 10 осіб відповідно.
На початку 2014 року, Гейб Ньюелл в інтерв'ю виданню The Washington Post розповів, що пріоритетом для  Valve  в даний момент є багатокористувацькі ігри, а також розвиток свого сервісу цифрової дистрибуції Steam. Останніми роками компанія робить ставку на мережеві ігри, такі як  Left 4 Dead 2 ,  Team Fortress 2  і  Dota 2 .
На початку березня 2014 року в  Source Filmmaker , після обновлення за січень, в п'яти місцях скрипту renderQ_Setup.py, написаного мовою програмування Python, були виявлені рядки hl3_movies і dog_fight.
3 березня 2014 року була організована сесія з «питань і відповідей» Reddit AMA з директором компанії Valve Гейб Ньюелл. На питання про анонс  Half-Life 3 , він відповів, що  Valve  не хотіли б повторювати свої помилки і передчасно анонсувати будь-який свій продукт.
16 травня 2014 року колишній співробітник  Valve , розробник оригінальної  Counter-Strike , Мін Лі (англ. Minh «Gooseman» Le), дав інтерв'ю порталу  goRGNtv  на Twitch. На питання про Half-Life 3 він сказав, що розробка гри вже ведеться і припустив, що сам особисто бачив концепт-арти Half-Life 3. Ще в інтерв'ю на запитання про  Left 4 Dead 3  Мін сказав, що бачив нову гру серії  Left 4 Dead  і вона йому дуже сподобалася.
3 березня 2015 року в ході конференції Game Developers Conference компанія  Valve  анонсувала свій новий ігровий рушій — Source 2. Також на  GDC 2015  представниця HTC, разом з якими Valve розробляли окуляри віртуальної реальності Vive, Шер Ванг (англ. Cher Wang), заявила, що вони працюють над Half-Life і висловила надію, що гра буде доступна і на нових пристроях, не уточнивши, про що йдеться — про рімейки раніше випущених ігор або про нову гру. Пізніше ця заява була спростована. В інтерв'ю інтернет-порталу Kotaku програміст Valve Джип Барнетт (англ. Jeep Barnett) розповів, що деякі елементи гри дійсно випробовувалися для нових окулярів віртуальної реальності, і не став заперечувати, що нова частина може вийти для них. Це підтвердив і Гейб Ньюелл, який пояснив, що головним заняттям студії є розробка і підтримка нових інструментів і технологій. Саме нові інструменти і масове бажання працівників студії може прискорити випуск гри.

18 січня 2017, в рамках конференції форуму Reddit Гейб Ньюелл відповів на питання, які йому підготували користувачі. В ході цього нестандартного інтерв'ю він оголосив про розробку нової відеогри, яка вийде в кінці цього року (імовірно, йшлося про анонсовану влітку 2017 року карткову гру за мотивами Dota 2). За словами Гейба, гра буде реалізована у всесвіті Half-Life / Portal. Також під час конференції запитали про стан Half-Life 3 / Half-Life 2 Episode 3, а також про слух від анонімного джерела, який стверджував, що гра зазнала багато різних концепцій від стратегії до інтерактивного кіно, але в підсумку розробка скотилася в виробниче пекло і проєкт був скасований. Ньюелл саркастично відповів:
«Не можна говорити про цифру 3. Особисто я вірю всім анонімним джерелам.»
25 серпня 2017 року, колишній сценарист всіх частин серії Half-Life, Марк Лейдлоу, опублікував на своєму сайті пост [Архівовано 25 серпня 2017 у Wayback Machine.] з найменуванням «Epistle 3», в якому описувалася історія такого собі «Герті Фрімонта», ім'я якого є видозміненим ім'ям Гордона Фрімена — головного протагоніста серії. З огляду на наведений сюжет і досвід Black Mesa, команда ентузіастів з 60 осіб, які є фанатами, програмістами, а також працівниками відомих ігрових компаній, почали роботу над проєктом Half-Life 2: Project Borealis на рушієві Unreal Engine 4.

## Нагороди
В 2011 році  Half-Life 2: Episode Three  потрапила на 2-е місце в списку антинагороди «Vaporware 2010: The Great White Duke» журналу Wired. Причиною цього стало те, що Valve, перейшовши на епізодичну схему розповсюдження ігор (для більш частого їх виходу), і, випустивши перший і другий епізоди з різницею всього в один рік, так і не випустили третій епізод навіть через 3 роки після виходу другого епізоду.